# Henrik III av Brabant
Henrik III av Brabant, född 1230, död 1261, var regerande hertig av Brabant från 1248 till 1261. 